# Andrejová
Andrejová (ungarisch Endrevágása – bis 1907 Andrejova) ist eine Gemeinde im Osten der Slowakei mit 351 Einwohnern (Stand 31. Dezember 2024). Sie gehört zum Okres Bardejov, einem Kreis des Prešovský kraj, und wird zur traditionellen Landschaft Šariš gezählt.

## Geographie
Die Gemeinde befindet sich in den Niederen Beskiden, genauer noch im Bergland Ondavská vrchovina am Bach Andrejovka (auch Andrejovský potok) im Einzugsgebiet der Topľa. Das Ortszentrum liegt auf einer Höhe von 327 m n.m. und ist acht Kilometer von Bardejov entfernt.
Nachbargemeinden sind Zborov im Norden, Šarišské Čierne im Osten, Beloveža im Südosten sowie Bardejov im Süden und Westen.

## Geschichte
Andrejová wurde zum ersten Mal 1355 als Andras Vagasa schriftlich erwähnt und wurde von einem Schultheiß namens Andreas gegründet. Das Dorf war Teil des Herrschaftsgebiets von Makovica. Ende des 15. Jahrhunderts wurde Andrejová von einem polnischen Heer verwüstet. 1828 zählte man 84 Häuser und 621 Einwohner, deren Haupteinnahmequellen Forst- und Landwirtschaft waren. In der zweiten Hälfte des 19. Jahrhunderts wanderten viele Einwohner wegen Armut aus.
Bis 1918 gehörte der im Komitat Sáros liegende Ort zum Königreich Ungarn und kam danach zur Tschechoslowakei beziehungsweise heute Slowakei.

## Bevölkerung
| Jahr                | 1994 | 2004     | 2014     | 2024    |
| ------------------- | ---- | -------- | -------- | ------- |
| Anzahl der Personen | 287  | 317      | 371      | 351     |
| Unterschied         |      | +10,45 % | +17,03 % | −5,39 % |

| Jahr                | 2023 | 2024 |
| ------------------- | ---- | ---- |
| Anzahl der Personen | 351  | 351  |
| Unterschied         |      | +0 % |

Gemäß der Volkszählung 2011 wohnten in Andrejová 362 Einwohner, davon 208 Slowaken, 67 Russinen, 24 Roma, 10 Ukrainer sowie jeweils ein Magyare und Pole. Ein Einwohner gab eine andere Ethnie an und 50 Einwohner machten keine Angabe zur Ethnie.
232 Einwohner bekannten sich zur griechisch-katholischen Kirche, 44 Einwohner zur römisch-katholischen Kirche, 19 Einwohner zur orthodoxen Kirche sowie jeweils ein Einwohner zur Evangelischen Kirche A. B. und zur reformierten Kirche. 15 Einwohner war konfessionslos und bei 50 Einwohnern wurde die Konfession nicht ermittelt.

## Bauwerke
- griechisch-katholische Kirche aus dem Jahr 1893
- Kapelle aus dem Jahr 1925, beherbergt die Ausstattung der älteren Holzkirche